# Psicoterapia interpersonale
La psicoterapia interpersonale è una forma di psicoterapia a tempo limitato sviluppata nel 1970 da Gerald Klerman e i suoi colleghi.
La teoria alla sua base è che le malattie psichiche si sviluppino in un contesto sociale e interpersonale (relazioni interpersonali), prendendo spunto teorico da teorie come quelle di Adolf Meyer, John Bowlby e Harry Sullivan, nelle quali i rapporti interpersonali giocavano un ruolo fondamentale nello sviluppo e nel benessere psicologico dell'individuo.

## Descrizione

### Differenze con altre terapie
La psicoterapia interpersonale differisce da altri approcci psicodinamici in quanto è a tempo limitato, si focalizza sulle relazioni presenti del paziente più che su quelle passate, e infine riconosce, ma non si focalizza sui meccanismi di difesa intrapsichici e sui conflitti interni.
Scopo della psicoterapia interpersonale è quindi quello di identificare e cambiare il contesto personale maladattivo nel quale i problemi psichici del paziente si sono sviluppati.

### I quattro domini sociali
Secondo la psicoterapia interpersonale i problemi psichici sarebbero riconducibili a quattro domini sociali: 

1. Dolore, in cui i sintomi derivano ad esempio dalla perdita di una persona o dalla fine di una relazione.

2. Dispute dei ruoli interpersonali, che sono conflitti con persone significanti che emergono da differenze nelle aspettative riguardo ad una relazione.

3. Transizione di ruolo, che include difficoltà associate a un cambiamento nello stato di vita, come ad esempio lasciare il lavoro o un matrimonio.

4. Deficit interpersonali, che si applicano a quei pazienti che sono socialmente isolati o che sono in relazioni cronicamente insoddisfacenti.

Una tipica psicoterapia interpersonale dura circa 12-20 sessioni, in un periodo che va da 4 a 5 mesi.

### Fasi del trattamento
Il trattamento si compone tipicamente di tre fasi.
La fase iniziale consiste nell'identificare l'area problematica che sarà soggetta a trattamento.
La fase intermedia consiste nel lavorare su tale area problematica.
L'ultima fase consiste nel consolidare i progressi fatti nel trattamento e nel preparare il paziente a lavorare autonomamente.